# Protoptila huasteca
Protoptila huasteca is een schietmot uit de familie Glossosomatidae. De soort komt voor in het Nearctisch gebied.